# SS-20导弹

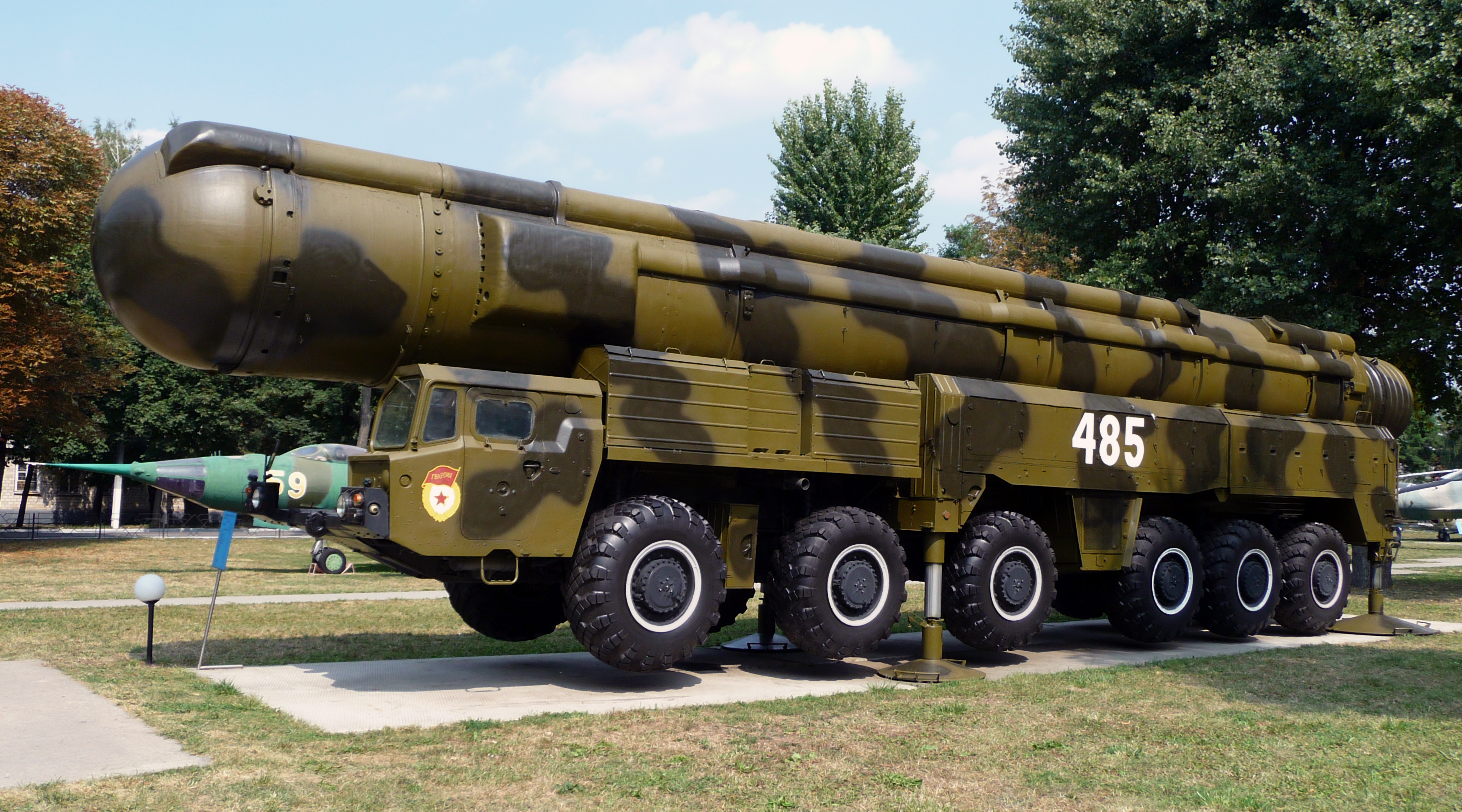
RSD-10先驅者遠程彈道飛彈的運輸起豎發射車

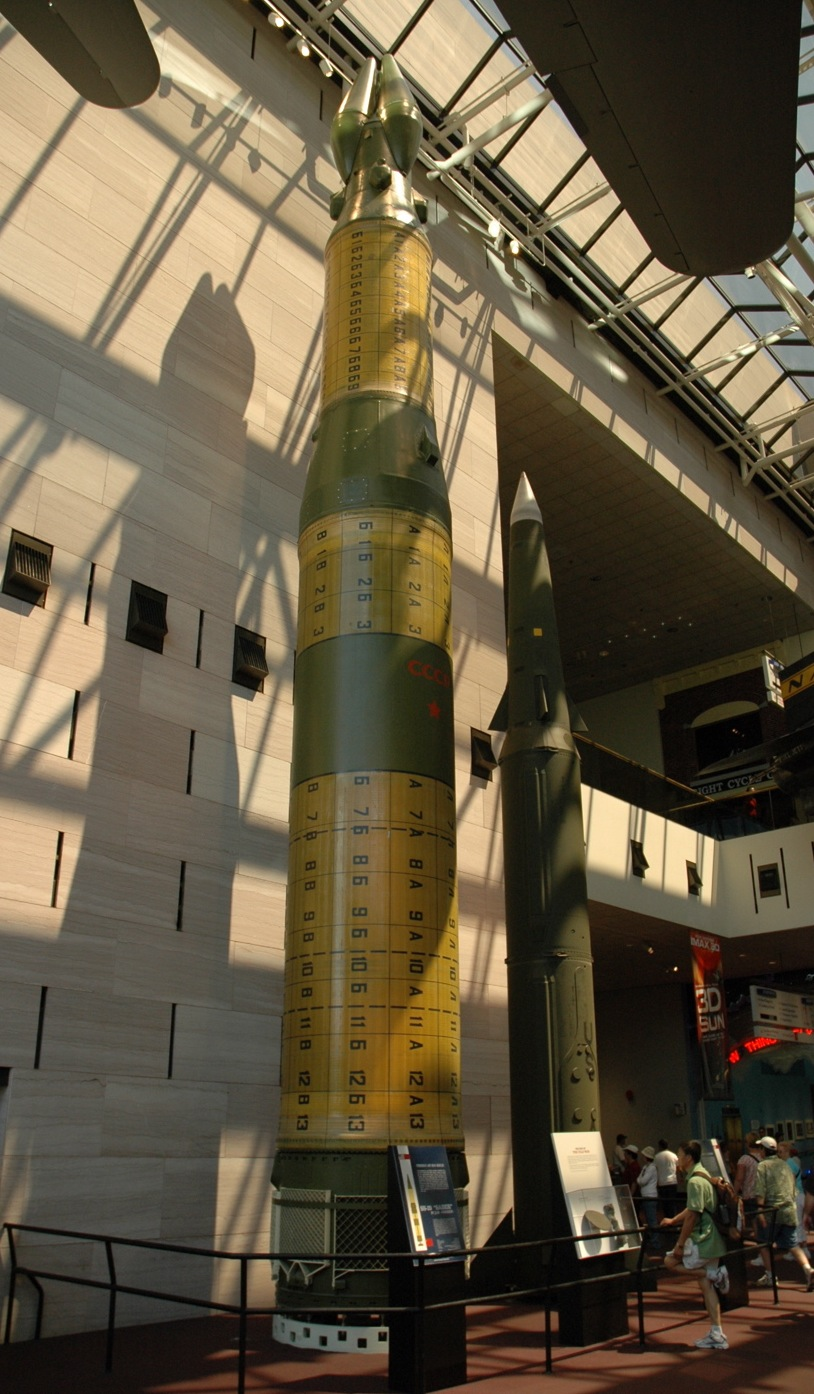
RSD-10先驅者遠程彈道飛彈(左)

SS-20軍刀导弹，又名RSD-10先驱者（英文：RSD-10 Pioneer；俄文：ракета средней дальности (РСД) «Пионер» tr.: raketa sredney dalnosti (RSD) "Pioner"）是苏联一种可搭载核弹头的远程弹道导弹，从1976年到1988年部署。
它的部署是北约的双轨政策的主要原因之一。
1987年，由于《中程导弹条约》，RSD-10退役。